# Canottaggio ai Giochi della XIV Olimpiade - Due di coppia maschile
La competizione del due di coppia maschile dei Giochi della XIV Olimpiade si è svolta dal 5 al 9 agosto 1948 al bacino del Royal Regatta a Henley-on-Thames.

## Risultati

### Batterie
Si sono disputate il 5 agosto. I vincitori alle semifinali, i restanti ai recuperi.
| Pos. | Nazione       | Atleti                             | Tempo  |
| ---- | ------------- | ---------------------------------- | ------ |
| 1    | Francia       | Jacques Maillet Christian Guilbert | 6'47"8 |
| 2    | Gran Bretagna | Dickie Burnell Bert Bushnell       | 6'56"9 |
| 3    | Italia        | Mario Ustolin Francesco Dapiran    | 6'59"2 |

| Pos. | Nazione   | Atleti                           | Tempo  |
| ---- | --------- | -------------------------------- | ------ |
| 1    | Danimarca | Ebbe Parsner Aage Larsen         | 6'50"1 |
| 2    | Svizzera  | Maurice Gueissaz Maurice Matthey | 6'58"7 |
| 3    | Canada    | Gabriel Beaudry Frederick Graves | 7'09"3 |

| Pos. | Nazione     | Atleti                            | Tempo  |
| ---- | ----------- | --------------------------------- | ------ |
| 1    | Belgio      | Benoit Piessens Willy Collet      | 6'50"9 |
| 2    | Paesi Bassi | Tom Neumeier Hendrik van der Meer | 6'56"1 |
| 3    | Uruguay     | William Jones Juan Rodríguez      | 7'14"0 |

| Pos. | Nazione     | Atleti                          | Tempo  |
| ---- | ----------- | ------------------------------- | ------ |
| 1    | Stati Uniti | Joseph Angyal Arthur Gallagher  | 7'01"3 |
| 2    | Argentina   | Ángel Malvicino Teodoro Nölting | 7'08"0 |
| 3    | Ungheria    | Sándor Ormándi József Simó      | 7'12"1 |

### Recuperi
Si sono disputati il 6 agosto. I vincitori alle semifinali.
| Pos. | Nazione       | Atleti                            | Tempo  |
| ---- | ------------- | --------------------------------- | ------ |
| 1    | Gran Bretagna | Dickie Burnell Bert Bushnell      | n/d    |
| 2    | Paesi Bassi   | Tom Neumeier Hendrik van der Meer | 7'00"2 |
| 3    | Argentina     | Ángel Malvicino Teodoro Nölting   | 7'07"1 |

| Pos. | Nazione  | Atleti                           | Tempo  |
| ---- | -------- | -------------------------------- | ------ |
| 1    | Italia   | Mario Ustolin Francesco Dapiran  | 6'53"9 |
| 2    | Svizzera | Maurice Gueissaz Maurice Matthey | 7'00"2 |
| 3    | Ungheria | Sándor Ormándi József Simó       | 7'12"5 |

| Pos. | Nazione | Atleti                           | Tempo  |
| ---- | ------- | -------------------------------- | ------ |
| 1    | Uruguay | William Jones Juan Rodríguez     | 7'02"1 |
| 2    | Canada  | Gabriel Beaudry Frederick Graves | 7'08"7 |

### Semifinali
Si sono disputate il 7 agosto. I vincitori in finale.
| Pos. | Nazione       | Atleti                         | Tempo  |
| ---- | ------------- | ------------------------------ | ------ |
| 1    | Gran Bretagna | Dickie Burnell Bert Bushnell   | 7'55"7 |
| 2    | Stati Uniti   | Joseph Angyal Arthur Gallagher | 8'07"3 |
| 3    | Belgio        | Benoit Piessens Willy Collet   | 8'17"2 |

| Pos. | Nazione   | Atleti                          | Tempo  |
| ---- | --------- | ------------------------------- | ------ |
| 1    | Danimarca | Ebbe Parsner Aage Larsen        | 7:48"3 |
| 2    | Italia    | Mario Ustolin Francesco Dapiran | 7:58"2 |

| Pos. | Nazione | Atleti                             | Tempo  |
| ---- | ------- | ---------------------------------- | ------ |
| 1    | Uruguay | William Jones Juan Rodríguez       | 8'02"2 |
| 2    | Francia | Jacques Maillet Christian Guilbert | 8'33"2 |

### Finale
Si è disputata il 9 agosto.
| Pos.    | Nazione       | Atleti                       | Tempo  |
| ------- | ------------- | ---------------------------- | ------ |
| Oro     | Gran Bretagna | Dickie Burnell Bert Bushnell | 6'51"3 |
| Argento | Danimarca     | Ebbe Parsner Aage Larsen     | 6'55"3 |
| Bronzo  | Uruguay       | William Jones Juan Rodríguez | 7'12"4 |